# Екстерніди
Екстерніди (рос. экстерниды, англ. externides, secondary arc; нім. Externiden pl) — зовнішня частина орогенічного поясу (приклади — Variscan Externides, екстерніди Wopmay Orogen) найближча до кратону або форланду.
Як правило, це міогеосинкліналь на ранніх фазах її розвитку.
Під час орогенезу піддається крайовим деформаціям (складчастості та утворенню насувів).